# روبرت بيكر (ممثل)
روبرت بيكر (بالإنجليزية: Robert Baker)‏ مواليد 15 أكتوبر 1979 في ممفيس، الولايات المتحدة، هو ممثل أمريكي بدأ مسيرته الفنية سنة 1999.

## الأعمال
- جاغ
- سي اس آي: التحقيق في موقع الجريمة
- إن سي آي إس
- لاس فيغاس
- ستة أقدام تحت الأرض
- فيرونيكا مارس
- كولد كيس
- غريز أناتومي
- سي اس آي: نيويورك
- عملاء شيلد

## روابط خارجية
- روبرت بيكر على موقع IMDb (الإنجليزية)
- روبرت بيكر على موقع ألو سيني (الفرنسية)
- روبرت بيكر على موقع أول موفي (الإنجليزية)
- روبرت بيكر على موقع قاعدة بيانات الأفلام السويدية (السويدية)
- روبرت بيكر على موقع قاعدة بيانات الفيلم (الإنجليزية)
- روبرت بيكر على موقع كينوبويسك (الروسية)